# Стаббс, Фрэнк
Фрэнк Эдвард Стаббс (англ. Frank Edward Stubbs, 12 марта 1888 — 25 апреля 1915) — английский военнослужащий, сержант; кавалер креста Виктории, высшей воинской награды за героизм проявленный в боевой обстановке, что может быть вручена военнослужащим стран Содружества и прежних территорий Британской империи.

## Биография
Уроженец лондонского района Уолворт. Немного известно о его жизни до поступления в армию. Ещё юношей он был зачислен в 1-й батальон ланкаширских фузилёров и проходил службу в Индии. С началом Первой мировой войны его подразделение было отозвано в Англию, после чего в начале 1915 года направлено в район Дарданелльского пролива для участия в Галлиполийской кампании.
Сержант Стаббс был среди первой волны десанта 25 апреля, его батальон высаживался на пляже W, где противник оказывал особо ожесточённое сопротивление.
Стаббс был одним из шестерых членов полка представленных за свои действия к награде. Эту группу с лёгкой руки журналистов назвали «Шесть кавалеров креста перед завтраком».
В официальном объявлении о награждении говорилось:
25 апреля 1915 года три роты и группа управления 1-го батальона ланкаширских фузилёров попыталась высадиться на Галлиполийском полуострове, на западной оконечности мыса Геллес, где была встречена шквальным огнём из скрытых пулемётных точек, что повлекло за собой огромные потери. В то же время выжившие мчались вперёд, перерезали проволочные заграждения, не взирая на мощный обстрел со стороны противника, и после преодоления последних препятствий, береговая линия была захвачена и позиция удержана. Среди множества доблестных солдат и офицеров участвовавших в этом чрезвычайно опасном предприятии, капитан Бромли, сержант Стаббс и капрал Гримшоу, были избраны своими боевыми товарищами, как проявившими наиболее яркие примеры храбрости и преданности своему долгу.
Данное объявление для Бромли, Стаббса и Гримшоу было опубликовано только 15 марта 1917 года из-за нормативов военного министерства и бюрократии. Объявление для остальных членов группы: Уиллиса, Ричардса и Кинилли, составленное идентично было издано 23 августа 1915 года.
Свой крест Стаббс получил за свои лидерские качества, благодаря которым его люди смогли прорваться через колючую проволоку и взобраться на прибрежные утёсы. В тот же день он был убит во время атаки, выполняя со своей ротой последнее задание. Его тело не было найдено. Имя сержанта Стаббса упомянуто на монументе пропавшим без вести на мысе Геллес.
Крест Виктории Фрэнка Эдварда Стаббса хранится в экспозиции полкового музея ланкаширских фузилёров в Бери, Северо-Западная Англия.